# Colegio de Registradores de la Propiedad y Mercantiles de España
El Colegio de Registradores de la Propiedad y Mercantiles de España es una corporación de Derecho público amparada por la ley y reconocida por el Estado, con personalidad jurídica propia y plena capacidad de actuación, que se rige por la legislación hipotecaria, por la de Colegios Profesionales y por sus Estatutos generales. Se relaciona con la Administración a través del Ministerio de Justicia y de la Dirección General de Seguridad Jurídica y Fe Pública, conforme a lo establecido en la legislación hipotecaria.

## Historia
El 18 de mayo de 1934, el ministro de Justicia, Cantos Figuerola y el presidente Niceto Alcalá Zamora firmaron el decreto por el que se creaba el Colegio de Registradores de la Propiedad de España. El Decreto contenía siete artículos y tiene un núcleo con la enumeración de los fines que ha de perseguir el Colegio de Registradores. Entre sus fines se destaca: la unión y cooperación de sus miembros por medio de subvenciones a los registros incongruos (deficitarios), auxilio a las familias de los registradores fallecidos y pensiones a los jubilados; prestar al gobierno y a la —antigua— dirección general de los Registros y del Notariado los informes y servicios que consideren oportunos y reglamentar el nombramiento y retribución de los oficiales de los Registros de la propiedad. El primer decano fue Julián Abejón
En 1935, el registrador Manuel Portela Valladares fue nombrado presidente del gobierno, un acontecimiento que, aunque no tiene consecuencias en la vida corporativa de los registradores, es un hecho destacado en la historia del Colegio.
Antonio Pau en su libro la Historia del Colegio recoge todos los acontecimientos reseñables de la creación del Colegio hasta finales del siglo XX.

## Colegiados
El Colegio de Registradores está integrado con carácter exclusivo y obligatorio por todos los registradores de la propiedad y mercantiles en activo y por los miembros del Cuerpo de Aspirantes a Registros y, con carácter voluntario, por excedentes y jubilados.
Pueden además ser nombrados colegiados de honor aquellas personas físicas o jurídicas que se hayan hecho acreedores a esta distinción extraordinaria. En el Colegio existirá un expediente de cada uno de los colegiados y se extenderá una ficha autorizada con su firma y con los demás requisitos que fijen las normas internas del Colegio expidiéndose a cada colegiado su tarjeta de identidad correspondiente, autorizada por el Decano y el Secretario y sellada en seco con el del Colegio, que acreditará la condición de miembro del mismo de su titular.

### Derechos
Son derechos de los colegiados:<
- Participar en la gestión corporativa, ejerciendo el derecho de voto y el de acceso a los cargos. El voto de los colegiados ejercientes y aspirantes tendrá doble valor que el de los no ejercientes.
- Recabar y obtener del Colegio protección y amparo para el ejercicio de sus funciones.
- Participar y beneficiarse de las actividades y servicios propios del Colegio.
- Cualesquiera otros reconocidos en estos Estatutos o en la legislación vigente.

### Obligaciones
Son obligaciones de los colegiados:
- Cumplir lo dispuesto en los estatutos.
- Cumplir las decisiones de los órganos colegiales adoptados en el ámbito de sus respectivas competencias.
- Guardar la debida consideración con los restantes colegiados.
- Estar al corriente en el pago de todas las contribuciones económicas de carácter corporativo que hayan sido establecidas conforme a estos Estatutos generales.
- Realizar o, en su caso, controlar personalmente todas las actividades profesionales propias de su función en el Registro, oficina o despacho, al que deberá dotar de los medios materiales, técnicos y personales adecuados.

### Registradores excedentes
Los Registradores excedentes colegiados tendrán los mismos derechos y obligaciones que los Registradores en activo en cuanto les sean aplicables, participando en las actividades que les encomiende el Colegio, salvo excusa justificada.

### Asambleas Generales
Se han celebrado tres Asambleas Generales:
- 1935
- 1988
- 2013: Entre el 16 y el 18 de abril de 2013 se celebró en Zaragoza la tercera Asamblea General.[6]

## Decanos
- Julián Abejón Tovar.
- Ramón Cortiñas Riego.
- Eduardo de Fuentes Cervera.
- Cirilo Genovés Amorós.
- Ramón de la Rica y Arenal.
- Franciso Cervera Jiménez-Alfaro.
- Pedro Cabello de la Sota.
- Juan José Benayas Sánchez-Cabezudo.
- José Poveda Murcia.
- Pio Cabanillas Gayas.
- Antonio de Leyva y Andía.
- Narciso de Fuentes Sanchiz.
- Manuel Antonio Hernández-Gil Mancha.
- Antonio Pau Pedrón.
- Fernando P. Méndez González.
- Eugenio Rodríguez-Cepeda.
- Carlos Miguel Hernández Crespo (1982-1989)
- José Poveda Díaz (1990-1994).
- Alfonso Candau Pérez (2009-2013).
- Gonzalo Aguilera Anegón (2013-2017)
- María Emilia Adán García (2018...)

## Arbitraje
Las cuestiones que por motivos profesionales acuerden someter los Registradores al arbitraje de los órganos colegiales, se someterá a las siguientes normas:
1. Deberá existir acuerdo entre los Registradores de someter la cuestión debatida al arbitraje de la Junta Territorial respectiva o de la Junta de Gobierno del Colegio. Se presumirá que hay acuerdo de someter las cuestiones que por motivos profesionales se susciten entre Registradores, siempre que tengan contenido económico, se produzcan con ocasión de cambios en la titularidad de un Registro u Oficina Liquidadora y afecten a la actividad registral.
2. La cuestión sometida deberá ser de índole profesional y no haber dado lugar a la apertura de un expediente disciplinario.#El procedimiento se iniciará por escrito de los interesados en el que se expresará sucintamente el objeto del arbitraje y el compromiso de cumplir el laudo que se dicteEl órgano competente, previa audiencia de las partes, y, en su caso, mediante los informes que considere oportunos, dictará por escrito la resolución que proceda en el más breve plazo posible.

## Fines y funciones
Son fines del Colegio de Registradores de la Propiedad y Mercantiles de España:
1. Coordinar el ejercicio de la actividad profesional de los Registradores, velando por la ética y dignidad profesional y por el correcto ejercicio de sus funciones.
2. Procurar con todos los medios a su alcance la permanente mejora de las actividades profesionales de los Registradores, proponiendo a la Administración las medidas que sean necesarias para la actualización y modernización de dichas actividades.
3. Colaborar en los Consejos u Organismos consultivos de la Administración en las materias de competencia de los Registradores.
4. Colaborar con las Administraciones públicas e instituciones.
5. Prestar los servicios y realizar las actividades que les sean propias en interés de las Administraciones públicas, sean nacionales, comunitarias o internacionales, y de los particulares, dentro del ámbito de su competencia, con especial atención a los consumidores.
6. Impulsar el proceso de modernización de las oficinas registrales y proponer a este fin las disposiciones pertinentes.
7. Realizar las actividades de previsión que los colegiados aprueben con arreglo a las normas vigentes.
8. Establecer y administrar en los términos que establecen estos Estatutos el servicio de Responsabilidad Civil de los Registradores.
9. Cuantos otros fines redunden en beneficio de los intereses profesionales de los colegiados.

Al servicio de esos indicados fines, el Colegio de Registradores de la Propiedad y Mercantiles de España, cumplirá las siguientes funciones:
1. Ostentar en su ámbito la representación y defensa de la profesión ante las Administraciones, Instituciones, Tribunales, entidades y particulares, con legitimación para ser parte en cuantos litigios afecten a los intereses profesionales y ejercitar el derecho de petición conforme a la ley.
2. Ejercer en los términos previstos en la legislación hipotecaria la facultad inspectora y disciplinaria en el ámbito de sus competencias, sin perjuicio de las facultades que correspondan al Ministerio de Justicia.
3. Formular cuantas consultas estime necesarias sobre aplicación de las leyes en relación con las funciones encomendadas a los Registradores de la Propiedad y Mercantiles.
4. Designar las Delegaciones que hayan de representar al Colegio en congresos y organizaciones nacionales o internacionales, y organizar lo que le corresponda o el Ministerio de Justicia le encomiende.
5. Decidir, sin perjuicio de la competencia que pueda corresponder al Ministerio de Justicia, las cuestiones que por motivos profesionales se susciten entre los colegiados y que éstos le sometan a arbitraje.
6. Fomentar las actividades culturales de su competencia y llevar a cabo el desarrollo de los estudios registrales pertinentes.
7. Inspeccionar, por delegación de la Dirección General de Seguridad Jurídica y Fe Pública, los libros de los Registros, y regular su confección y distribución a cargo de los colegiados.
8. Fomentar la constitución o participación en Fundaciones de carácter cultural, jurídico o social.
9. Organizar, conforme a estos Estatutos generales, los diferentes Servicios colegiales, o los que se le encomienden o establezcan por el Gobierno o por disposiciones legales y cumplir los fines propios de ellos.
10. Confeccionar, llevar y gestionar, en su caso, las bases de datos de los diferentes Servicios del Colegio, y con carácter instrumental e institucional las del Índice General Informatizado de las fincas y derechos inscritos en los Registros y de sus titulares, o cualquier otra que así se acordase o que viniera impuesta por disposiciones legales, pudiendo a estos efectos publicar estadísticas con referencia a dichas bases de datos.

## Organización
En la actualidad coexisten tres tipos de Registros:
- Propiedad
- Mercantil
- Bienes Muebles, integrado por secciones de:
  1. Buques y Aeronaves
  2. Automóviles y otros Vehículos de Motor
  3. Maquinaria Industrial, establecimientos mercantiles y Bienes de equipo
  4. Garantías reales
  5. Otros bienes muebles registrables
  6. Registro de Condiciones Generales de la Contratación

### Junta de Gobierno

#### Composición
La Junta de Gobierno del Colegio estará integrada por los siguientes miembros:
- Decano-Presidente.
- Vicedecano.
- Secretario de la Junta.
- Director del Centro de Estudios Registrales.
- Director del Servicio de Sistemas de Información.
- Director del Servicio de Previsión Colegial.
- Tesorero.
- Censor-Interventor.
- Director del Servicio de Coordinación de Oficinas Liquidadoras.
- Director del Servicio Registral de Protección de los Consumidores y de Cooperación Comunitaria.

La Junta de Gobierno, en 2022, la forman:
- María Emilia Adán García - Decana
- José Miguel Tabarés - Vicedecano
- José María Ramírez-Cárdenas Gil - Secretario
- Basilio Javier Aguirre Fernández - Director del Servicio de Estudios
- José Soriano Ramírez - Director del Servicio de Sistemas de Información
- María del Pilar Rodríguez Álvarez - Censor-Interventor y Directora del Servicio de Previsión Colegial
- Begoña Beitia Bastida - Tesorera
- Ignacio González Hernández - Director del Servicio de Coordinación de Oficinas Liquidadoras
- Francisco Javier González Del Valle García - Director del Servicio de Coordinación de Registros Mercantiles
- Enrique Maside Páramo - Director de Asuntos Europeos
- Rocío Perteguer Prieto - Directora del Servicio Medio Ambiente y Consumidores
- Luis Manuel Benavides Parra - Director del Servicio de Bases Gráficas
- Sebastián Del Rey Barba - Director de Relaciones Institucionales
- Dulce María Calvo González-Vallinas - Directora de Responsabilidad Social Corporativa
- Sergio Saavedra Morales - Director de Relaciones Internacionales

## Órganos Generales

### Asamblea General de Registradores
La Asamblea General es el órgano supremo del Colegio de Registradores de la Propiedad y Mercantiles en temas corporativos.

Son miembros de pleno derecho de la Asamblea General todos los colegiados a que se refiere el apartado 1 del artículo 2, los cuales tendrán derechos a voz y voto en la misma con el valor indicado en el artículo 5.1 a) de los Estatutos.

La Asamblea General está facultada para adoptar acuerdos sobre los temas incluidos en el orden del día, pudiendo proponer cualquier forma de estos Estatutos generales y de cualquier otra norma que afecte al aspecto profesional del Registrador. Igualmente tendrá facultades decisorias en cualquier cuestión de índole colegial que no implique alteración de los Estatutos generales.

Los acuerdos adoptados válidamente por la Asamblea General en los temas de su competencia, conforme a este artículo, son vinculantes para todos los Registradores y para los restantes órganos colegiales. La ejecución de dichos acuerdos corresponderá a la Junta de Gobierno del Colegio o al órgano que la propia Asamblea determine.

#### Comisiones
El funcionamiento de las comisiones aparece regulada en el artículo 11 de los Estatutos generales.

#### Pleno
El Pleno aparece regulada en el artículo 12 de los Estatutos generales.

#### Votaciones
Las votaciones podrán ser: a) por asentimiento a la propuesta del Presidente; b) a mano alzada; c) por votación nominal mediante papeletas.

Se entenderán aprobadas por asentimiento las propuestas que haga el Presidente cuando, una vez enunciadas, no susciten reparo u oposición.

En la votación a mano alzada se contarán primero los votos favorables a la propuesta, después los desfavorables y, finalmente, las abstenciones. El Presidente ordenará el recuento al Secretario y, si tuviere dudas sobre el resultado, podrá ordenar que se repita la votación.

Se procederá a la votación nominal secreta por papeletas cuando lo solicite al menos una quinta parte de los asistentes. En este caso el depósito de la papeleta se hará previa identificación del votante por la Mesa.

El voto en la Asamblea General será personal e indelegable.

#### Actas de la Asamblea
De cada sesión de las Comisiones se levantará Acta por el Secretario de las mismas, que deberán firmar también los respectivos Presidentes.
De cada sesión del Pleno se levantará Acta por el Secretario de la Mesa, que deberá firmar también su Presidente.

#### Disciplina
En el caso de desobediencia reiterada a las indicaciones de los Presidentes o de manifiesta alteración del desarrollo de la Asamblea, podrán éstos acordar la expulsión de la Sala de quien se encuentre incurso en este comportamiento.

### Asamblea de Decanos Territoriales o Autonómicos

##### Elección
Para la elección del Decano y de la Junta de Gobierno son electores todos los colegiados.

Para el desempeño de los cargos colegiales es necesario:
- Hallarse en activo en el ejercicio de la función registral en propiedad.
- No haber sido sancionado por incumplimiento de los deberes colegiales o profesionales, a menos que la sanción hubiera sido cancelada.

El procedimiento de elección aparece regulado en el art. 41 de los Estatutos generales.

##### Plazo
El cargo de Decano y demás miembros de la Junta tendrá una duración de cuatro años. Los candidatos para dicho cargo deberán presentarse a la elección bajo lista cerrada comprensiva de quienes, caso de ser elegidos y cumplir los requisitos que se especifican en el artículo anterior, vayan a desempeñar todos los cargos de la Junta de Gobierno.

Nadie podrá ser elegido más de dos veces de forma sucesiva. Deberá transcurrir un plazo mínimo de dos años para poder presentarse nuevamente a la elección.

### Decano Presidente
El Decano Presidente tiene la suprema representación y autoridad de la Corporación y de la Junta de Gobierno, sin perjuicio de lo establecido para los Decanos Territoriales o Autonómicos.

Funciones:
1. Firmar toda clase de documentos públicos o privados, judiciales, mercantiles o administrativos referentes a cualquier clase de actos o contratos, ostentando la plena representación del Colegio, sin perjuicio de las atribuciones de los Vocales de la Junta.
2. Convocar y presidir todas las reuniones de la Junta de Gobierno y las reuniones de la Asamblea de Decanos Territoriales o Autonómicos, y ejecutar sus acuerdos.
3. Ordenar, en su caso, los pagos.
4. Resolver cualquier asunto urgente e inaplazable que no sea competencia de la Asamblea de Decanos Territoriales o Autonómicos, con la obligación de dar cuenta a la Junta de Gobierno para su aprobación, de los acuerdos que adopte.
5. Solicitar los asesoramientos que estime necesarios y delegar, para casos concretos, las facultades que le están concedidas en otro miembro de la Junta o Decano Territorial o Autonómico.
6. Ejercitar cuantas funciones representativas sean propias de su cargo, aunque no se mencionen en estos Estatutos.

Además, le corresponde:
- Distribución de los diferentes cargos de la Junta dando cuenta a la Asamblea de Decanos Territoriales o Autonómicos.[17]
- Asignación a los vocales de la jefatura de los Servicios del Colegio o de cualquiera de las funcionales de las vocalías.[17]

### Servicios del Colegio

#### Servicio de Coordinación de la Actividad Registral
Son funciones del Servicio de Coordinación de la Actividad Registral:
- Adoptar las medidas necesarias para la permanente mejora y adaptación de los Registros a las nuevas tecnologías.
- Coordinar la política colegial relativa a los locales en que se instalen los Registros, regulándose la adquisición en el art. 50 y su dotación en el art. 51 de los Estatutos generales.
- Coordinar el servicio de suministro de libros registrales que se regula en el art. 52 de los Estatutos generales.
- Coordinar la colaboración del Colegio y de los Registradores de la Propiedad y Mercantiles con las diferentes Administraciones públicas y Organizaciones e Instituciones públicas y privadas y el seguimiento de la coordinación con el Catastro.
- Cualquier otra función que le encomienden la Asamblea de Decanos Territoriales o Autonómicos o la Junta de Gobierno.

#### Servicio de Sistemas de Información
Son funciones del Servicio de Sistemas de Información:
- Proponer los planes de informatización de los Registros, indicando al efecto los medios técnicos y materiales de que deberá disponer cada oficina, así como las fases correspondientes.
- Confeccionar, llevar y gestionar, en su caso, las bases de datos de los diferentes Servicios del Colegio y, con carácter instrumental, institucional y estadístico las del Índice General informatizado de las fincas y derechos y de titulares y las que en el futuro se aprueben o establezcan por disposiciones legales.
- La confección, suministro u homologación, en su caso, de los correspondientes programas informáticos, que podrán ser asumidos directamente por el Colegio o contratados externamente.
- Coordinar el suministro a los Registradores de los medios técnicos y materiales en orden a la informatización, así como de los correspondientes servicios de asistencia técnica.
- Proponer los planes y fases para la comunicación de los Registradores entre ellos y con el propio Servicio Central.
- Prestar colaboración técnica necesaria para el adecuado funcionamiento del Registro Mercantil Central y del Registro Central de Ventas de Bienes Muebles a Plazos.
- Las demás funciones que se le encomienden por la Asamblea de Decanos Territoriales o Autonómicos o la Junta de Gobierno del Colegio.

#### Centro de Estudios Registrales
Son funciones del Centro de Estudios Registrales:
- Coordinar los estudios y propuestas que se realicen para la unificación de la práctica registral o de asesoramiento a consultas de los Registradores en materias sujetas a calificación.
- Organizar e impulsar la organización por los Centros Territoriales de actos de divulgación del Derecho Inmobiliario celebrando, a través del Colegio o en colaboración con otras entidades e instituciones, cursos, conferencias, estudios e investigaciones sobre cualesquiera de las materias relacionadas con la actividad registral y, en general, con la difusión de la materia jurídico registral.
- Publicar y fomentar la publicación de obras y trabajos de especialización jurídica-inmobiliaria y registral o sobre cualquier otra materia jurídica que se estime de interés.
- Proponer a la Junta de Gobierno la convocatoria de premios de estudios hipotecarios.
- Dirigir la biblioteca del Colegio y todas sus publicaciones.
- Preparar y organizar la participación española en congresos, reuniones, comisiones jurídicas de todas clases y las relaciones con el Centro Internacional de Derecho Registral.
- Coordinar la redacción por los Registradores de la memoria anual y cuidar de la publicación del resumen de la misma y coordinar los trabajos estadísticos que se acuerden.
- Coordinar los convenios de colaboración que se pacten con universidades, centros de estudios e instituciones, así como dirigir la forma de llevarlos a la práctica, de acuerdo, en su caso, con las respectivas Juntas Territoriales.
- Las demás funciones que se le encomienden por la Asamblea de Decanos Territoriales o Autonómicos o por la Junta de Gobierno.

El Centro de Estudios Registrales podrá requerir la colaboración de los Registradores o de cualquier jurista que considere imprescindibles para estudios y proyectos de especialización. Dicha colaboración podrá ser prestada en la forma que acuerde la Junta de Gobierno, a propuesta del Director del Centro.

#### Servicio de Responsabilidad Civil
Son funciones del Servicio de Responsabilidad Civil:
- Gestionar y proponer a la Junta de Gobierno la constitución de depósitos en metálico o efectos públicos para afianzar colectivamente a los colegiados, en la forma y cuantía que establezca la legislación hipotecaria.
- Administrar las partidas presupuestarias asignadas a este Servicio.
- Tramitar los expedientes sobre reclamación de responsabilidad civil, proponiendo a la Junta de Gobierno la resolución que proceda.
- A estos efectos se podrá seguir el procedimiento establecido en la Sección 3.ª de este capítulo, sin perjuicio de lo dispuesto en la letra siguiente.
- Proponer la concertación de pólizas colectivas de seguro para los colegiados.
- Cualquier otra función que le fuere encomendada por la Asamblea de Decanos Territoriales o Autonómicos o por la Junta de Gobierno.

El régimen de responsabilidad civil se regula en el artículo 69 del Estatuto general.

#### Servicio de Coordinación de Oficinas Liquidadoras
Son funciones del Servicio de Coordinación de Oficinas Liquidadoras:
- Conocer e informar en la negociación de los instrumentos normativos que sobre la materia deban ser suscritos con las correspondientes Administraciones públicas.
- Adoptar las medidas precisas para la permanente mejora y modernización de las Oficinas.
- Procurar la coordinación entre las Oficinas Liquidadoras y fomentar la colaboración y realización de cursos de formación y estudio sobre las materias correspondientes.
- Instar a los Centros Territoriales de Estudios Registrales para que se publiquen obras y trabajos en materias relativas a las Oficinas Liquidadoras.
- Emitir informes con carácter vinculante sobre aquellas materias que afecten al estatuto del liquidador.
- Las demás funciones que se le encomienden por la Asamblea de Decanos Territoriales y Autonómicos o por la Junta de Gobierno.

#### Servicio Registral de Protección de los Consumidores y de Cooperación Comunitaria
Son funciones del Servicio Registral de Protección de los Consumidores y de Cooperación Comunitaria:
- La organización, la dirección y el buen funcionamiento del Servicio Registral de Protección de los Consumidores, así como la coordinación de los Servicios de igual naturaleza de carácter autonómico y local, en colaboración con el director del Centro de Estudios Registrales y los Directores de los Centros Territoriales de Estudios Registrales, que les prestarán el apoyo necesario para la elaboración y dotación de publicaciones y la organización de jornadas específicas sobre consumo.
- La celebración de convenios de colaboración con las instituciones públicas y privadas, nacionales, comunitarias e internacionales, que se ocupan de la protección de los consumidores.
- La dirección, organización y puesta en funcionamiento de los Centros de Información Transfronterizos.
- La promoción de la Asociación Europea de Registradores y Conservadores de Hipotecas, bajo el principio de ejercicio profesional de una función pública, dotada de independencia.
- La dirección de las relaciones con la Agencia de Protección de Datos.
- La programación de las actuaciones internas necesarias para asegurar el tratamiento profesional de la publicidad formal y de la información prestada por los Registradores, con la finalidad de atender los requerimientos de los consumidores.

#### Servicio de Previsión Colegial
Son funciones del Servicio de Previsión Colegial:
- Congruas de Registradores, becas de estudio para huérfanos y concesión de anticipos reintegrables a los Registradores para la adquisición de maquinaria, mobiliario y para la adecuada instalación de los Registros, así como cualesquiera otras actividades de previsión que pueda adoptar el Colegio.
- Cumplir, hasta su extinción, los cometidos atribuidos al Servicio de Previsión Mutualista, de conformidad con la normativa vigente.
- Administrar las partidas presupuestarias destinadas a este Servicio.
- Tramitar los expedientes ordinarios del Servicio y elevar las propuestas a la Junta sobre las prestaciones de su competencia.
- Organizar el fichero y custodiar el archivo del Servicio.
- Gestionar el auxilio por intervención quirúrgica.
- Cualquier otra función que se le encomiende, dentro de sus competencias, por la Asamblea de Decanos Territoriales o Autonómicos.Estas prestaciones se regulan en los artículos 59 y siguientes del Estatuto general.

## Órganos Territoriales
Decanato de Andalucía Occidental
Decanato de Andalucía Oriental
Decanato de Aragón
Decanato de Asturias
Decanato de Baleares
Decanato de Canarias (Las Palmas)
Decanato de Canarias (Tenerife)
Decanato de Cantabria
Decanato de Castilla y León
Decanato de Castilla-La Mancha
Decanato de Cataluña
Decanato de Comunidad Valenciana
Decanato de Extremadura
Decanato de Galicia
Decanato de La Rioja
Decanato de Madrid
Decanato de Murcia
Decanato de Navarra
Decanato de País Vasco

## Servicio de Certificación de los Registradores
El Servicio de Certificación de los Registradores (SCR) era una Sociedad Limitada Unipersonal propiedad del Colegio de Registradores de España, que desarrolla aplicaciones que hacen uso de los certificados emitidos por la autoridad de certificación de firma electrónica del Colegio de Registradores.(Sociedad extinguida)

## Colaboración en organismos internacionales
- CINDER

## Unión Europea
El Colegio de Registradores participa en distintos proyectos:
- ELRA.
- EULIS.
- E-Justice.

## Premios

### Premio "Ríos Mosquera"
Se concedió a:
- José María Chico y Ortiz.
- Eugenio Fernández Cabaleriro.
- Vicente Agero Hernández.

### Premio "Estudios Hipotecarios
Se concedió a:
- Manuel Amorós Guardiola.

### Premio Gumersindo de Azcárate
Han recibido este premio:
- Enrique Múgica Herzog.
- Luis Díez-Picazo.
- Mario Vargas Llosa.
- Fernando Henrique Cardoso.
- Francisco González.
- José Manuel Durao Barroso.

En 2013 se concedió a José Pedro Pérez Llorca, Miquel Roca Junyent  y Miguel Herrero y Rodríguez de Miñón, por su contribución decisiva en la elaboración del texto constitucional de 1978.

## Premios recibidos por el Colegio
- Premio CIO concedido a Arjan Sundardas, director general de Tecnología y Sistemas del Colegio de Registradores[28] (22-3-2013).
- Premio Calidad Justicia concedido al Colegio de Registradores por el trabajo realizado por este colectivo tendente a colaborar en la tramitación de más de 400.000 expedientes de nacionalidad por residencia acumulados en los Registros Civiles (16-07-2013).[29]
- Premio CONFILEGAL 2019, en la categoría Legal Tech Santander por su apuesta por las nuevas tecnologías en proyectos como el Sistema de Interconexión de los Registros Empresariales (BRIS), cumpliendo las Directivas europeas, el proyecto IMOLA (Interoperability Model for Land Registers) y en la interconexión de los registros de insolvencias.[30]

## Colegio de Registradores y discapacidad
El Colegio de Registradores ha realizado distintas actividades en relación con las personas con discapacidad:
- Jornada sobre Registro de la Propiedad y protección de personas con discapacidad que se celebró el 14 de octubre de 2005.
- Participación en el proyecto de digitalización de los expedientes de nacionalidad de Fucoda S.A. unipersonal perteneciente a la ONCE.[31]

## Regulación
- Estatutos generales del Colegio de Registradores de la Propiedad y Mercantiles de España aprobados por RD 483/1997, de 14 de abril.

## Portales legales
- Colegio de Registradores.